# Clément Blanc
Pour les articles homonymes, voir Blanc (homonymie).
Clément Blanc, né le 1er octobre 1897 à Perpignan (Pyrénées-Orientales) et mort le 21 décembre 1982 à Paris (16e arrondissement), est un général d'armée français, chef d'état-major de l'Armée de terre de 1949 à 1955.

## Origines
Clément Blanc naît le 1er octobre 1897 à Perpignan, en France, de Germain Blanc, adjudant de gendarmerie, et de Thérèse Ramon, résidents à Amélie-les-Bains. Il suit ses études à l'école des enfants de troupe, puis au lycée Arago de Perpignan.

## Première Guerre mondiale
En octobre 1915, il devance l'appel et il s'engage au 56e régiment d'artillerie, à Montpellier. Admis à l'École d'application de l'artillerie de Fontainebleau, il en sort aspirant début 1916. Affecté au sein du 15e régiment d'artillerie de l'armée française, il participe aux batailles de Verdun, de la Somme, de Craonne, aux combats au sud de Dormans, puis dans le secteur d'Alsace et enfin au forcement du canal de la Sambre et poursuite jusqu'en Belgique du 26 octobre au 11 novembre 1918.
Sous-lieutenant depuis avril 1917, il est cité à trois reprises, dont une citation à l'Ordre de l'armée.

## Entre-deux-guerres
Après une période d'occupation en Allemagne, au sein du 15e ra, Clément Blanc prépare à Nancy, en tant que militaire, le concours de l'École polytechnique, auquel il est reçu au sein de la promotion 1919 spéciale, qui rassemble des élèves ayant servi pendant la guerre. À sa sortie, il choisit de poursuivre sa carrière dans l'armée, et il prend part comme Lieutenant au 4e groupe d'artillerie d'Afrique à la guerre du Rif , notamment aux opérations de la tâche de Taza en 1923 et 1924. Participant à seize combats, il y est blessé, et reçoit le titre de chevalier de légion d'honneur à titre exceptionnel. Il passe ensuite quatre ans comme instructeur à Fontainebleau, puis commande comme capitaine les batteries à cheval de la 1re division de Cavalerie. Il sort second de l'École de guerre (1932-1934).

## La Seconde Guerre mondiale

### La campagne de France
La mobilisation de 1939 le trouve chef de la section des Transports stratégiques au 4e bureau (transports et ravitaillement) de l’état-major de l'Armée (EMA), et il contribue, lors de la bataille de France, en mai-juin 1940, à organiser les transports vers le front et le retour des réfugiés.

### L'Armée de Vichy
Nommé chef du 4e bureau de l'EMA, il part pour le Maroc en 1942 où, colonel, il prend le commandement du 63e régiment d'artillerie d'Afrique, à Fès. En continuité de son action en métropole, et en cachette des commissions d'armistice italiennes et allemandes, il entreprend de maintenir la préparation de ses hommes à la reprise des combats.

### Le réarmement des Forces Françaises

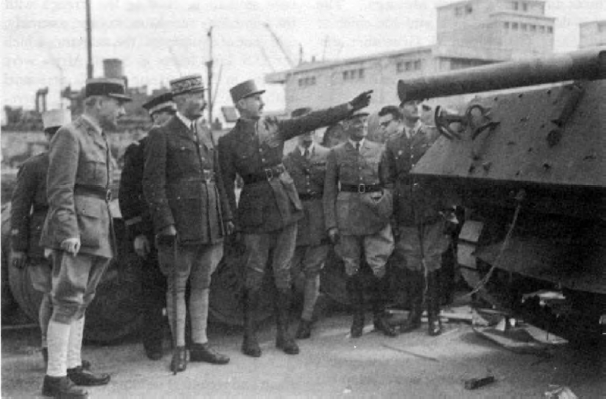
Inspection de l'équipement américain destiné à l'armée française. De gauche à droite : Le colonel Clément Blanc, le général Henri Giraud et le général de brigade Roger Leyer (entre février 1943 et avril 1943).

Dès le débarquement américain du 8 novembre 1942, opération Torch, les Forces Françaises d'Afrique du Nord reprennent le combat, sous les ordres du général d'armée Alphonse Juin et le colonel Clément Blanc est appelé à Alger pour y prendre les fonctions de premier Sous-Chef de l’État-major général, chargé de l'organisation et du réarmement des Forces Françaises de la Libération. À ce titre, il participe au Joint Rearmament Council.
En coopération avec Jean Monnet en mission à Alger, il met en place la logistique et l'organisation du réarmement. Le convoi « U.G.S. 6 bis », composé de onze « Liberty ships », transporte 126 000 tonnes de matériel depuis les États-Unis.
« Le colonel Clément Blanc avait la responsabilité de diriger toutes les opérations de déchargement, de montage, d'évacuation, de distribution. Carte blanche lui fut donnée par le général Giraud. La réquisition joua à plein. Tout ce qu'Alger et sa banlieue comptaient d'usines, d'ateliers, de garages fut prospecté : camions, grues, ponts roulants, treuils électriques changèrent de main aussitôt découverts. Plusieurs kilomètres de route le long de la baie d'Alger (la route « moutonnière ») furent inclus dans une zone interdite où l'on installa des chaînes de montage prêtes à fonctionner simultanément, chacune affectée à une catégorie de matériel. 3 700 hommes et cadres, triés sur le volet, constitués en équipes spécialisées, étaient à pied d'œuvre. Une partie provenait des chantiers de jeunesse du colonel Van Hecke. Lorsque, le 13 avril, le convoi se présenta à l'entrée du port d'Alger, tout était prêt. »
Nommé général de brigade en 1944, il conserve son poste à l’État-major général à Alger puis à Paris lors des combats de la Libération et jusqu'à la fin de l’année 1945.

## Après guerre

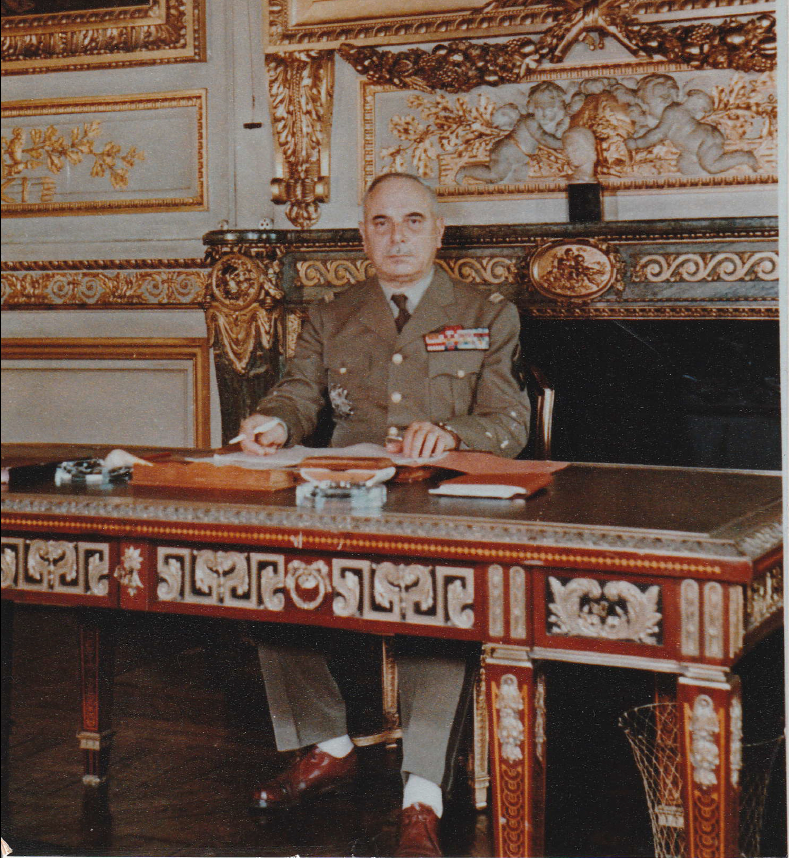
Clément Blanc à l'École Militaire.

D’octobre 1948 à décembre 1949, il est le chef d'état-major du général de Lattre, premier commandant en chef des Forces terrestres de l’Europe occidentale, auprès du maréchal Montgomery, à Fontainebleau. Il y est actif pour définir la mise en place du traité de Bruxelles.
En décembre 1949, Clément Blanc est nommé chef d'état-major général des forces armées Guerre (dénomination qui devient en 1951 chef d'état-major de l'armée).
Il crée en août 1950, sous l'impulsion du gouvernement, le bataillon français de l'ONU qui sera actif en Corée notamment. Via le comité des Chefs d’État-major, il est actif pour définir la Communauté européenne de défense, et notamment les conditions du réarmement nécessaire de l'Allemagne.(ref needed)

### Les débuts de l'arme nucléaire
Conscient de l'importance des nouvelles armes nucléaires, le général Blanc crée en 1950 au sein de la Section Technique de l'Armée de Terre (STAT) le groupement Y qui étudie les appareils de détection associés.
En 1952, il confie à Charles Ailleret la création et la direction du Commandement des Armes Spéciales, dont la mission est de coordonner l'ensemble des activités dans le domaine nucléaire au sein de l'armée.

### L'Indochine et Dien Bien Phu
Critique de l'engagement français dans la guerre d'Indochine, il écrit un rapport de son inspection en Indochine : Impressions d'Indochine, le 8 septembre 1953. Il y indique que « Le commandement s'est appliqué suivant les décisions gouvernementales à renforcer la situation militaire en Indochine, mais n'a jamais caché que la solution ne pourrait être attendue d'une victoire de nos armes. Tout au plus était-il possible de profiter de succès partiels pour tenter de négocier ».
En février 1954, il accompagne en Indochine le ministre René Pleven. Il constate en visitant le camp de Dien Bien Phu que celui est sous le feu de l'artillerie et que la position est intenable : « Ces troupes sont stationnées dans un camp retranché remarquablement organisé et ravitaillé, mais d'une façon précaire eu égard aux conditions météorologiques et au détriment du potentiel aérien. Il n'existe d'autre part aucune possibilité de sortie, toute la cuvette étant sous l'étreinte très rapprochée et continue de l'ennemi, sous le feu de ses armes. »
Le 10 février 1954 à Saïgon, il donne un rapport oral à Pleven et Chevigné. Il y explique brutalement qu'avant le 15 avril, le camp retranché sera un marécage noyé par la mousson, et qu'y détruire les forces ennemies n'est que pure illusion. Il propose, avec le général Fay, un plan afin d'évacuer le camp retranché. Le général Henri Navarre n'aura connaissance de ce rapport qu'en 1964. Sa prise de position publique lors d'un dîner au même moment est rapportée dans un télégramme du département d'État des États-Unis du 12 février 1954 qui souligne le scepticisme de Blanc et du général Fay, chef d’état-major de l'armée de l'air.
Le 15 juin 1955, il est nommé Directeur de l'Institut des hautes études de Défense nationale et directeur du Centre des hautes études militaires. Le 25 juin 1955, il est nommé conseiller du Ministre, délégué à la présidence du Conseil pour les questions militaires.
Par décret du 1er mars 1956, il devient Inspecteur général de l'Armée de terre. Atteint par la limite d'âge, il est versé le 1er octobre 1958 dans le cadre de réserve.

## Autres activités
Nommé conseiller d’État, en juillet 1959, il y siège à la section des Finances jusqu'en 1963.
Il prend, en 1960, la présidence du conseil d'administration de la Caisse nationale militaire de la sécurité sociale et la présidence de l'Association générale de prévoyance militaire jusqu'en 1969.
À titre privé, il s'intéresse à la discussion autour de la localisation de la bataille d'Alésia.

## Hommages
Il existe un rond-point Général Blanc à l'entrée d'Amélie les Bains.

## Carrière militaire
- 1915 : engagé volontaire
- 1917 : sous-lieutenant
- 1919-1920 : École polytechnique (promotion 1919S)
- 1919 : lieutenant
- 1927 : capitaine
- 1934 : commandant
- 1940 : lieutenant-colonel
- aout 1942 : colonel
- 1944 : général de brigade
- 1946 : général de division
- 7 décembre 1949 : général de corps d'armée
- 1953 : général d'armée

## Décorations
- Grand officier de la Légion d'honneur
- Croix de guerre 1914–1918
- Croix de guerre des Théâtres d'opérations extérieurs
- Caporal-Chef honoraire de la Légion Etrangère
- Commandeur de l'Ordre de l'Empire britannique
- Officier de la Legion of Merit (U.S.A.)
- Grand Officier de l'Ordre du Ouissam alaouite (Maroc)
- Grand-Croix du Nichan Iftikhar (Tunisie)
- Première Classe de l'Ordre des Partisans Yougoslaves
- Première Classe du premier Ordre de la valeur Militaire d'Iran